# SoX (программа)
Sound eXchange или SoX — свободный кроссплатформенный аудиоредактор, распространяющийся под GNU General Public License. Программа распространяется через SourceForge.net и написана на C. Программа не имеет GUI и управляется через командную строку.

## История
SoX был создан в июле 1991 года Лэнсом Норскогом. Изначально Sox назывался «Aural eXchange: Sound sample translator», и только во второй версии аудиоредактор был переименован в «Sound eXchange». В мае 1996 года Крис Багвел выпустил обновление SoX до версии sox-11gamma-cb.

## Возможности
- кроссплатформенность (Windows, Linux, Solaris, Mac OS X и др.);
- Запись и чтение AU, WAV, AIFF, MP3, Ogg Vorbis, FLAC и др.;
- Запись и чтение аудиофайлов на многих системах, включая Интернет-запись и -чтение;
- Редактирование звука (реверс, нормализация, фэйдер, хорус, фланжер, фэйзер, компрессор и т. п.);
- Изменение высоты звука, передискретизация;
- Понижение уровня шума (с декабря 2004);
- FM-синтез;
- Мультитрэк;
- Спектроанализатор;

## Примеры
SoX используется для обработки аудиофайлов:
```
$ sox track1.wav track1-processed.flac remix - norm -3
 highpass 22 gain -3 rate 48k norm -3 dither

Input File     : 'track1.wav'
Channels       : 2
Sample Rate    : 44100
Precision      : 16-bit
Duration       : 00:02:54.97 = 7716324 samples = 13123 CDDA sectors
Sample Encoding: 16-bit Signed Integer PCM
Endian Type    : little

Output File    : 'track1-processed.flac'
Channels       : 1
Sample Rate    : 48000
Precision      : 16-bit
Duration       : 00:02:54.97 = 8398720 samples ~ 13123 CDDA sectors
Sample Encoding: 16-bit FLAC

sox: effects chain: input      44100Hz 2 channels 16 bits (multi)
sox: effects chain: remix      44100Hz 2 channels 16 bits (multi)
sox: effects chain: norm       44100Hz 1 channels 16 bits
sox: effects chain: highpass   44100Hz 1 channels 16 bits
sox: effects chain: gain       44100Hz 1 channels 16 bits (multi)
sox: effects chain: rate       44100Hz 1 channels 16 bits
sox: effects chain: norm       48000Hz 1 channels 16 bits
sox: effects chain: dither     48000Hz 1 channels 16 bits (multi)
sox: effects chain: output     48000Hz 1 channels 16 bits (multi) 
```

Воспроизведение аудиофайлов:
```
$ play *.ogg

01 - Summer's Cauldron.ogg:

  Encoding: Vorbis
  Channels: 2 @ 16-bit   Track: 01 of 15
Samplerate: 44100Hz      Album: Skylarking
Album gain: -7.8dB      Artist: XTC
  Duration: 00:03:19.99  Title: Summer's Cauldron

In:20.8% 00:00:41.61 [00:02:38.38] Out:1.84M [  ====|====  ]        Clip:0 
```